# Концерт для фортепиано с оркестром № 3 (Сен-Санс)
Концерт для фортепиано с оркестром № 3 ми-бемоль мажор, Op. 29 ― сочинение Камиля Сен-Санса, написанное в 1869 году. Посвящён пианисту Эли Мириаму Делаборду. Примерная продолжительность звучания 30 минут.

## История создания и исполнения
Работа Сен-Санса над третьим фортепианным концертом была инспирирована заметным успехом написанного всего лишь годом ранее Второго и проходила летом 1869 года, отчасти в ходе путешествия вместе с группой французских коллег в Мюнхен на премьеру оперы Рихарда Вагнера «Золото Рейна» и затем в Люцерн к самому Вагнеру. Поездка выдалась беспокойной, но, как считается, впечатления композитора от альпийских видов легли в основу концерта, начало которого можно услышать как шум реки, нарушающий молчание горных вершин. Сен-Санс закончил работу над концертом в ноябре.
Концерт впервые прозвучал 27 ноября того же года в лейпцигском Гевандхаузе в исполнении автора, Оркестром Гевандхауза дирижировал Карл Райнеке. Лейпциг во второй половине XIX века был оплотом немецкого музыкального консерватизма, и премьера вызвала протесты публики — от выкриков из зала до драки после концерта в коридорах — из-за серии неожиданных переходов из тональности в тональность, особенно в начале медленной части. «Всеобщая музыкальная газета» откликнулась резко критически: по мнению рецензента, концерт «свидетельствует не столько об оригинальном творческом, сколько о комбинаторном даровании»: «несколько многозначительных зачинов не ведут к тому, что обещают, и, несмотря на изрядно употреблённые оркестровые эффекты не без заметного привкуса „музыки будущего“, сочинение не идёт дальше пустой риторики (нем. Phrasenhaftigkeit)». 17 марта 1870 года концерт прозвучал в Париже в переложении для двух фортепиано (вторую фортепианную партию, соответствующую оркестровой, исполнял Луи Дьемер); музыкальный критик Шарль Банлье назвал первые две части «досадным недоразумением, подобным всему путаному и раздражающему в новейшей манере Листа», однако Адольф Жюльен в «Менестреле» оценил произведение Сен-Санса как «одновременно великолепное и причудливое в своих противоречиях и острых контрастах», добавив, что «страстный поклонник великих германских мастеров узнаётся в каждой странице этой пламенной (фр. brûlante) музыки».
На протяжении 1870—1890-х гг. концерт несколько раз сыграл (с Оркестром Колонна и с оркестром Концертного общества Парижской консерватории) Делаборд, которому он был посвящён, и в 1879 году его исполнение даже имело успех (биограф Сен-Санса Брайан Рис связывает посвящение с личностью Делаборда, в чём-то напоминавшего Антона Рубинштейна: Делаборд был заядлым фехтовальщиком и гребцом и держал дома попугаев, голоса которых Рис слышит в одном месте финала — в качестве домашней шутки композитора). Сам Сен-Санс исполнял концерт в Париже, Лионе, Лондоне (1879 и 1887) — рецензент первого из этих концертов отметил исключительную сложность сольной партии и непонятность некоторых мест без повторного прослушивания, резюмировав, что, хотя публика горячо приветствовала Сен-Санса, от менее известного автора такое сочинение едва ли было бы принято благосклонно. Американскую премьеру концерта 12 ноября 1885 года исполнил в Нью-Йорке Ричард Хоффман (дирижировал Теодор Томас), в 1898 году его сыграл с Оркестром Ламурё Иосиф Левин в ходе своих парижских гастролей. Тем не менее, в 1906 году Габриэль Форе в своей статье к 60-летию творческой деятельности Сен-Санса выражал сожаление по поводу того, что этот концерт мастера оказался в тени других и почти не исполняется; Сен-Санс особо поблагодарил своего ученика за память о своём Третьем концерте, точно так же он поблагодарил Маргерит Лонг, которая в 1908 году исполнила концерт с Оркестром Колонна, а в 1917 году благодарил за упоминание своего Третьего концерта Александра Глазунова.

## Структура
1. Moderato assai
Первая часть концерта в сонатной форме и открывается парадоксальным использованием фортепиано в качестве аккомпанирующего инструмента по отношению к оркестровым инструментам, вводящим основную тему. На протяжении первой части дважды возникают масштабные сольные эпизоды, а в её завершении сольная и оркестровая партия вступают в беспрецедентный для истории французского фортепианного концерта конфликт.
2. Andante
Вторая часть начинается в ми мажоре, однако самое её начало полно неожиданных тональных столкновений, как будто остающихся без разрешения; сходный приём, но в зеркальном отображении, композитор применил в концовке части.
3. Allegro non troppo
Бурный и оптимистичный финал открывается вступительной темой, построенной на больших скачках вверх, за которыми следуют маленькие шаги вниз, — возможно, по аналогии с финалом Пятого концерта Людвига ван Бетховена.

## Состав оркестра
2 флейты, 2 гобоя, 2 кларнета, 2 фагота, 2 валторны, 2 трубы, 3 тромбона, литавры, струнные.

## Записи
Почти все записи Третьего концерта выполнены в рамках проектов по полной записи всех сочинений Сен-Санса для фортепиано с оркестром. Это, в частности, следующие записи:
- Альдо Чикколини и Оркестр Парижа, дирижёр Серж Бодо (1971, перевыпуск 2019)
- Филипп Антремон и Оркестр Капитолия Тулузы, дирижёр Мишель Плассон (1976)
- Паскаль Роже и Лондонский филармонический оркестр, дирижёр Шарль Дютуа (1986)
- Стивен Хаф и Бирмингемский городской оркестр, дирижёр Сакари Орамо (2000—2011, серия «Романтический фортепианный концерт» лейбла Hyperion Records) — цикл получил несколько музыкальных премий
- Луи Лорти и Филармонический оркестр BBC, дирижёр Эдуард Гарднер (2018—2019)

Кроме того, Третий концерт (вместе с Пятым) записал Александр Канторов с оркестром «Тапиола симфониетта» под управлением Жан-Жака Канторова (2019, несколько премий)